# Martin Thaler
Martin Thaler, est un skeletoneur autrichien actif entre le milieu des années 1980 et les années 1990.

## Palmarès

### Coupe du monde
- Meilleur classement au général : 3e en 1992.
- 2 podiums : 2 troisièmes places.